# Крылово (Сивинский район)
Крылово — хутор в Сивинском муниципальном округе Пермского края России.

## История
Основан в 1925 году. До марта 2020 года входил в состав ныне упразднённого Сивинского сельского поселения Сивинского района.

## География
Хутор находится в западной части края, в пределах восточной части Верхнекамской возвышенности, на расстоянии приблизительно 1 километра (по прямой) к северу от села Сивы, административного центра округа.
Климат
Климат характеризуется как умеренно континентальный, с продолжительной многоснежной холодной зимой и коротким умеренно тёплым летом. Средняя многолетняя температура самого холодного месяца (января) составляет −15,1 °С (абсолютный минимум — −50,5 °С), температура самого тёплого (июля) — 17,7 °С (абсолютный максимум — 34,5 °С). Среднегодовое количество осадков — 586 мм. Снежный покров держится в среднем около 180 дней в году.

## Население
| 2010 |
| ---- |
| 11   |

Половой состав
По данным Всероссийской переписи населения 2010 года в половой структуре населения мужчины составляли 36,4 %, женщины — соответственно 63,6 %.
Национальный состав
Согласно результатам переписи 2002 года, в национальной структуре населения русские составляли 50 % из 10 чел., татары — 40 %.